# Charles Stanislas Dunan
Charles Stanislas Dunan, född 1849, död 1931, var en fransk filosof.
Dunan var professor i Paris. Han gjorde sig till tolk för uppfattningen att filosofin med nödvändighet är idealistisk, eftersom vi bara kan tänka genom användande av idéer.
Dunan tillbakavisade energiskt den empiriska positivismen, som han anser vilja stympa människans själ genom sina inskränkta verklighetskrav.
Bland hans skrifter märks Essais sur les formes a priori de la sensibilité (1884), Théorie psychologique de l'espace (1895), Essais de philosophie générale (1898) samt Les deux idéalismes (1910).